# John Strange Spencer-Churchill
John Strange Spencer-Churchill, DSO, genannt Jack Churchill (* 4. Februar 1880 in Phoenix Park bei Dublin; † 23. Februar 1947) war ein britischer Offizier. Als Sohn des Staatsmannes Lord Randolph Churchill und jüngerer Bruder des Politikers Winston Churchill war Jack Churchill sein Leben lang eine Gestalt des öffentlichen Lebens in Großbritannien.

## Leben

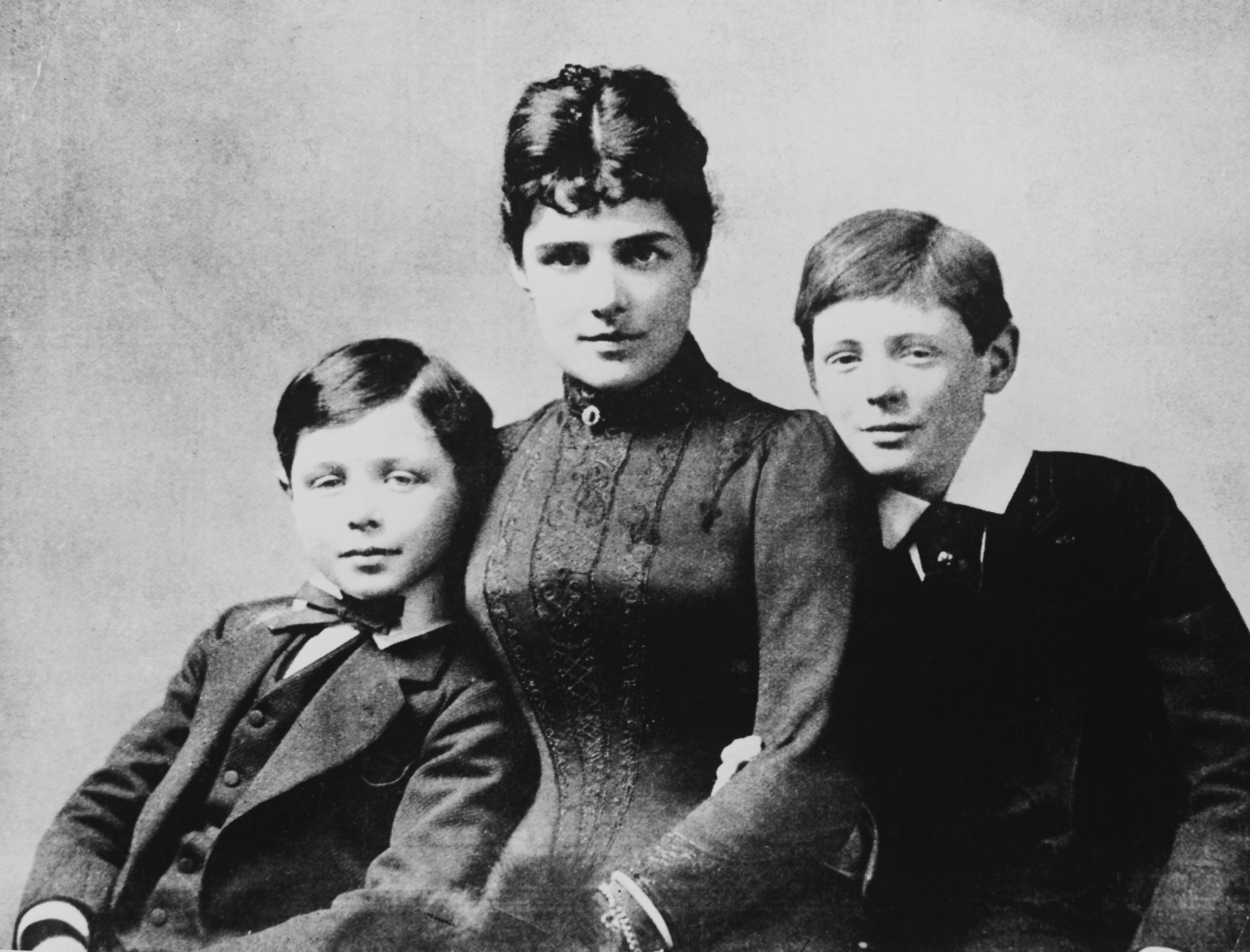
Jack und Winston mit ihrer Mutter Jennie

John Strange Spencer-Churchill wurde 1880 als zweiter Sohn von Lord Randolph Churchill und seiner Ehefrau, der Amerikanerin Jennie Jerome, in Phoenix Park geboren. Phoenix Park war zu dieser Zeit der Amtssitz seines Großvaters John Spencer-Churchill, 7. Duke of Marlborough, der dort seit 1876 in seiner Funktion als Lord Lieutenant of Ireland residierte. Die Vaterschaft von Sir Randolph im Falle von John Strange wurde später unter Hinweis auf die zahlreichen außerehelichen Affären von Jennie Churchill vielfach angezweifelt: Als ein anderer möglicher Vaterschaftskandidat für Churchill gilt der irische Landadelige Colonel John Strange Jocelyn, 5. Earl of Roden (1823–1897), mit dem Jennie Churchill in dem in Frage kommenden Zeitraum eine Liaison hatte – wobei sich der Verdacht vor allem auf die Namensgleichheit stützt. Zumindest leitete sich sein zweiter Vorname direkt von diesem ab, während John auf seinen Großvater zurückging.
Churchill besuchte die Schule in Harrow. Am 8. August 1908 heiratete Churchill Lady Gwendoline Theresa Mary Bertie (1885–1941), eine Tochter von Montagu Bertie, 7. Earl of Abingdon, und der Gwendoline Mary Dormer. Das Ehepaar hatte drei Kinder: John George Spencer-Churchill (1909–1992), Henry Winston Peregrine Spencer-Churchill (1913–2002) und Anne Clarissa Churchill, Countess of Avon (1920–2021). Letztere war mit dem Premierminister Anthony Eden verheiratet.
In der British Army stieg Churchill bis in den Rang eines Majors der Oxfordshire Yeomanry auf. Er nahm am Burenkrieg und am Ersten Weltkrieg teil. In letzterem stand er Feldmarschall John French, General Sir Ian Hamilton und Feldmarschall William Birdwood als Stabsoffizier zur Seite. Im Krieg wurde er mit den französischen Orden des Croix de guerre und der Légion d’Honneur sowie 1918 mit dem britischen Distinguished Service Order ausgezeichnet.
Churchill wurde nahe seinen Eltern und seinem Bruder auf dem Friedhof der St. Martin’s Church in Bladon bei Woodstock begraben.